# Alternatywa Demokratyczna
Alternatywa Demokratyczna (mal. Alternattiva Demokratika, ang. Democratic Alternative) – powstała w 1989 maltańska partia polityczna należąca do Europejskiej Partii Zielonych.
W wyborach do Parlamentu Europejskiego w 2004 była bliska wprowadzeniu swojego przedstawiciela do Parlamentu Europejskiego, zdobywając 9,33% głosów. Arnold Cassola – kandydat maltańskich Zielonych w wyborach do Parlamentu Europejskiego w 2004 jest jednocześnie Sekretarzem Generalnym Europejskiej Partii Zielonych. Zieloni maltańscy ściśle współpracują z Grupą Zielonych - Wolny Sojusz Europejski.